# Прапор префектури Окінава
Прапор префектури Окінава — прапор префектури Окінава, однієї з префектур Японії. Прапор являє собою біле полотно із зображенням емблеми префектури Окінава.

## Історія
Після рішення про повернення Окінави до Японії на японсько-американському саміті 1969 року було проведено публічний конкурс на префектурну емблему (в Японії немає гербів). Переможець був обраний з-поміж 186 отриманих дизайнерських пропозицій і затверджений Префектурним повідомленням № 3 від 15 травня 1972 року, того ж дня, коли була створена префектура Окінава після її повернення до складу материкової Японії. Прапор префектури було затверджено Префектурним повідомленням № 135 від 13 жовтня 1972 року.
Запропонований проєкт, поданий дизайнером з префектури Кіото, був чорно-білим. Які кольори використати вирішували члени префектурного комітету з відбору емблем. 24 квітня 1972 року Яра Асанао, голова адміністрації уряду Рюкю, повідомив, що проєкт матиме синьо-біло-червону кольорову гаму, але виявилося, що він схожий на знак Всеяпонської федерації кендо, і 9 травня, перед самим введенням його в дію, кольори поспіхом замінили на синьо-білий. Пізніше синя частина була знову змінена на червону за повідомленням префектури від 13 жовтня 1972 року.